# Jean-François Porson
Pour les articles homonymes, voir Porson.
Jean-François Porson, né le 28 septembre 1765 à Laheycourt (Meuse), mort le 2 mars 1840 à Laheycourt (Meuse), est un général français de la Révolution et de l’Empire.

## États de service
Il entre en service le 16 mai 1782, comme soldat au 8e régiment de chasseurs, il passe brigadier le 14 juillet 1786, fourrier le 15 septembre 1787, maréchal des logis le 1er mai 1788, et maréchal des logis-chef le 15 septembre 1791.
Il est nommé sous-lieutenant le 1er mai 1793, et aide de camp du général Combez le 14 novembre 1793. Il fait les campagnes de 1792 et 1793, à l’armée du Rhin, commandée par Custine, et il se trouve aux combats d’Offenbach, de Francfort-sur-le-Main, de Stromberg, d’Alzey, et de Beligheim.
Le 11 octobre 1794, il devient adjoint aux adjudants-généraux, puis le 13 décembre suivant, il est promu lieutenant au 14e régiment de dragons. Capitaine le 5 octobre 1796, il assiste au Siège de Kehl, et il passe chef d’escadron le 5 février 1799, faisant fonction d’adjudant-général à l’armée du Danube, commandée par Masséna. Le 16 février 1799, il prend les fonctions de chef d’état-major de la 4e division de l’armée du Danube, et le 5 juillet 1799, il passe adjudant-général.
Lors des campagnes de l’an VIII et de l’an IX, il occupe le poste de chef d’état-major de l’aile droite de l’armée du Rhin, commandée par le général Lecourbe, et il se trouve aux batailles de Renchen, de Stockach le 3 mai 1800, de Moesskirch les 4 et 5 mai, et de Hohenlinden le 3 décembre 1800. Il est fait chevalier de la Légion d’honneur le 5 février 1804, et officier de l’ordre le 14 juin 1804. Il participe à la Bataille d'Ulm du 15 au 20 octobre 1805. Le 16 mars 1808, il est chargé de remplir les fonctions de chef de l’état-major général du prince Borghèse.
Il est promu général de brigade le 29 juin 1810, et il est créé baron de l’Empire le 23 octobre 1811.
Lors de la première restauration, il est fait chevalier de Saint-Louis par le roi Louis XVIII, et le 5 janvier 1815, il est nommé inspecteur général adjoint pour l'arme de l’infanterie. Il conserve cette fonction jusqu’au 1er janvier 1816, date de sa mise à la retraite.
Il meurt le 2 mars 1840, à Laheycourt.

## Armoiries
- Baron de l’Empire le 30 juin 1811 (décret), le 23 octobre 1811 (lettres patentes).

- Écartelé au premier d'azur à l'obus éclatant d'or enflammé de gueules surmonté d'une étoile d'argent ; au deuxième des barons tirés de l'armée ; au troisième de gueules au casque taré de profil d'argent ; au quatrième d'azur au lion passant d'or - Livrées : les couleurs de l'écu

## Dotation
- le 17 mars 1808, une rente de 2 500 francs sur le Mont-de-Milan, et sur Erfurt le 30 juin 1811.

## Sources
- (en) « Generals Who Served in the French Army during the Period 1789 - 1814: Eberle to Exelmans »
- « Noblesse d'Empire » (consulté le 9 octobre 2014)
- « La noblesse d’Empire » (consulté le 9 octobre 2014)
- « Cote LH/2202/05 », base Léonore, ministère français de la Culture
- Baptiste-Pierre Courcelles, Dictionnaire historique et biographique des généraux français : depuis le onzième siècle jusqu'en 1822, Tome 8, l’Auteur, 1823, 459 p. (lire en ligne), p. 358.
- Vicomte Révérend, Armorial du premier empire, tome 4, Honoré Champion, libraire, Paris, 1897, p. 71.